# Eupithecia ochroradiata
Eupithecia ochroradiata là một loài bướm đêm trong họ Geometridae.